# أندي تومي
أندي تومي هو لاعب كرة القدم الكندية كندي، ولد في 24 ديسمبر 1911 في Hartland, New Brunswick ‏ في كندا، وتوفي في 23 أبريل 1972 في Wakefield, Quebec ‏ في كندا.